# Hostun
 Hostun là một xã thuộc tỉnh Drôme trong vùng Auvergne-Rhône-Alpes đông nam nước Pháp. Xã Hostun nằm ở khu vực có độ cao trung bình 325 mét trên mực nước biển.